# جويل س. س. ونش
جويل س. س. ونش (بالإنجليزية: Joel C. C. Winch)‏ هو قاضي ومحامي أمريكي، ولد في 26 ديسمبر 1835 في نورثفيلد في الولايات المتحدة، وتوفي في 7 ديسمبر 1880.